# Friedrich von Bock und Polach

Friedrich von Bock und Polach

Friedrich Wilhelm Karl von Bock und Polach (* 18. Mai 1849 in Haus Sandfort; † 13. Oktober 1934 in Potsdam) war ein preußischer General der Infanterie.

## Leben

### Herkunft
Er stammte aus dem meißnischen Uradelsgeschlecht Bock und Polach und war ein Sohn des preußischen Hauptmanns Ernst von Bock und Polach (1799–1849) und Luise Freiin von Nordeck (1815–1892). Ältere Brüder waren u. a. der Generalfeldmarschall Max von Bock und Polach (1842–1915) oder der spätere Oberbürgermeister von Mülheim an der Ruhr, Carl von Bock und Polach (1840–1902).

### Militärkarriere
Wie sein zweitältester Bruder Max schlug Friedrich eine Laufbahn in der Preußischen Armee ein und wurde aus dem Kadettenkorps kommend als Fähnrich dem 6. Westfälische Infanterie-Regiment Nr. 55 in Minden überwiesen. Mit diesem konnte er sich während des Deutschen Krieges bei dem Gefecht von Kissingen auszeichnen und erhielt dafür das Militärehrenzeichen I. Klasse.
Seine erste Versetzung ins IX. Armee-Korps erfolgte 1896, als er zum Kommandeur des Großherzoglich Mecklenburgischen Grenadier-Regiments Nr. 89 in Schwerin ernannt wurde. Im Mai des Jahres darauf wurde er zuerst zur Vertretung der Führung 36. Infanterie-Brigade nach Rendsburg und im Monat darauf à la suite des Großherzoglich Mecklenburgischen Grenadier-Regiments Nr. 89 mit deren Führung beauftragt. Zum Generalmajor befördert, wurde er einen Monat später zum Kommandeur des 86. Infanterie-Brigade zu Saarlouis ernannt. 1901 erhielt er nach seiner Beförderung zum Generalleutnant sowie die Ernennung zum Kommandeur der 37. Division in Allenstein. Von dort wurde er 1902 zur 1. Division nach Königsberg versetzt. Für den zum Präsidenten des Reichsmilitärgerichts ernannten General der Kavallerie Robert von Massow wurde er im Oktober 1903 mit der Führung des IX. Armee-Korps beauftragt und 1904 zum Kommandierenden General ernannt. Durch A.K.O. vom 24. Dezember 1905 wurde er zum General der Infanterie befördert. 1907 wurde er Disposition gestellt und in Würdigung seiner langjährigen Verdienste erhielt er am 6. Juni 1907 das Großkreuz des Roten Adlerordens mit Eichenlaub.
Da das Militärehrenzeichen im Krieg 1870/71 nicht verliehen wurde und er zu jener Zeit der einzige noch lebende Inhaber dieser militärischen Auszeichnung war, war dieser Umstand der Presse eine Erwähnung wert.

### Familie
Seine Enkeltochter Christa heiratete 1937 den späteren Reichsfilmdramaturgen Carl-Dieter von Reichmeister.